# Henry George Madan
Henry George Madan (6 settembre 1838 – Gloucester, 22 dicembre 1901) è stato un chimico britannico.

## Biografia
Nacque a Cam Vicarage, località del Gloucestershire, in Inghilterra. Era il figlio maggiore di George Madan.
Dopo aver frequentato il Marlborough College, a Marlborough, ottenne una borsa di studio per il Corpus Christi College, ad Oxford. Dopo aver conseguito il Bachelor of Arts (corrispondente ad una laurea di primo livello) nel 1860, è divenuto membro del Queen's College l'anno seguente ed ha conseguito il Master of Arts (corrispondente ad una laurea di secondo livello) nel 1864. Divenne quindi insegnante di scienze presso l'Eton College, dove ha prestato servizio per vent'anni.

Fu eletto membro della Chemical Society e pubblicò diversi lavori di chimica e fisica. Nel 1887, copubblicò con A. G. V. Harcourt Exercises in practical chemistry, testo che successivamente sarà utilizzato per molti anni per l'insegnamento.
Nel 1877 l'astronomo statunitense Asaph Hall scoprì entrambi i satelliti naturali di Marte. Per essi furono proposti vari nomi, ma Hall seguì il suggerimento di Henry Madan, che propose Deimus (in seguito Deimos) e Phobus (in seguito Fobos), dai nomi dei figli di Ares ed Afrodite che accompagnano il padre in battaglia nel quindicesimo libro dell'Iliade.
Nel 1901, Henry George Madan rimase ferito da un vagone ferroviario e fu necessario amputargli il braccio destro. Non recuperò mai una buona salute e morì alcuni mesi dopo a Gloucester.

## Opere
- An elementary treatise on heat (1889)
- Exercises in practical chemistry (1887) con A. G. Vernon Harcourt
- Lessons in elementary dynamics (1886)
- Tables of qualitative analysis (1881)